# Чемерное (Гомельская область)
Чемерное (бел. Чэмеръе) — деревня в Лельчицком сельсовете Лельчицкого района Гомельской области Белоруссии.
На юге урочище Ямницы.

## География

### Расположение
В 3 км на юг от Лельчиц, 68 км от железнодорожной станции Ельск (на линии Калинковичи — Овруч), 218 км от Гомеля.

### Гидрография
На востоке река Уборть (приток реки Припять), на западе сеть мелиоративных каналов, на севере небольшой водоём.

## Транспортная сеть
На автодороге Глушковичи — Лельчицы. Планировка состоит из 3 улиц, ориентированных с юго-запада на северо-восток и пересекаемых 2 короткими улицами. На севере присоединяется небольшая обособленная застройка около водоёма. Строения деревянные, усадебного типа, стоящие плотно, двусторонне.

## История
Согласно письменным источникам известна с начала XX века как хутор в Лельчицкой волости Мозырского уезда Минской губернии. В 1931 году жители вступили в колхоз. Во время Великой Отечественной войны в марте 1943 года оккупанты сожгли деревню и убили 11 жителей. В составе колхоза имени В. И. Ленина (центр — городской посёлок Лельчицы), располагались начальная школа, клуб.

## Население

### Численность
- 2024 год — 406 жителей

### Динамика
- 1908 год — 4 двора, 32 жителя.
- 1917 год — 79 жителей.
- 1940 год — 66 дворов, 389 жителей.
- 2004 год — 185 хозяйств, 541 житель.
- 2024 год — 406 жителей

## Достопримечательность
- Стела погибшим воинам-землякам

## Известные уроженцы
- Шуканов, Адам Семёнович — кандидат биологических наук, профессор, заслуженный работник высшей школы БССР[1].
- Шуканов, Владимир Петрович — белорусский учёный, кандидат биологических наук[2].